# Мокроус Федір Якович
Федір Якович Мокроус (7 червня 1915, село Дешовки Калузької губернії, тепер Козельського району Калузької області Російська Федерація — 9 серпня 1993, місто Запоріжжя) — український радянський і компартійний діяч, депутат Верховної Ради УРСР 4—7-го скликань. Член Ревізійної Комісії КПУ в 1954—1960 р. Кандидат у члени ЦК КПУ в 1960—1971 р.

## Біографія
Народився у родині селянина-наймита. Батько помер у 1916 році.
Трудову діяльність розпочав на заводі «Перемога Жовтня» у місті Новоросійську Північнокавказького краю: у серпні — жовтні 1932 року — лаборант, у листопаді 1932 — серпні 1934 року — начальник спецвідділу. У 1932 році вступив до комсомолу.
У вересні 1934 — липні 1938 року — навчання в Запорізькому авіаційному технікумі.
У серпні — листопаді 1938 року — помічник моториста, у листопаді 1938 — квітні 1940 року — майстер цеху Запорізького заводу № 29.
Член ВКП(б) з 1939 року.
У квітні 1940 — вересні 1941 року — інструктор відділу кадрів районного комітету КП(б)У на заводі № 29, секретар партійної організації КП(б)У цеху № 9 Запорізького заводу № 29. Під час німецько-радянської війни був евакуйований разом із заводом до міста Омська.
У вересні 1941 — березні 1943 року — секретар комітету ВКП(б) цеху заводу № 29 у місті Омську. У березні — листопаді 1943 року — секретар з кадрів Молотовського районного комітету ВКП(б) міста Омська.
У листопаді 1943 — лютому 1944 року — завідувач сектору промислових кадрів Запорізького обласного комітету КП(б)У. У лютому 1944 — травні 1945 року — заступник завідувача організаційно-інструкторського відділу Запорізького обласного комітету КП(б)У. У травні 1945 — листопаді 1948 року — завідувач організаційно-інструкторського відділу Запорізького обласного комітету КП(б)У. У листопаді 1948 — вересні 1949 року — завідувач відділу партійних, профспілкових та комсомольських органів Запорізького обласного комітету КП(б)У.
У вересні 1949 — вересні 1952 року — слухач Київської Вищої партійної школи при ЦК КП(б)У, здобув кваліфікацію партійного працівника.
7 вересня 1952 — 3 лютого 1958 року — 2-й секретар Запорізького обласного комітету КПУ.
3 лютого 1958 — 21 січня 1963 року — голова виконавчого комітету Запорізької обласної ради депутатів трудящих.
15 січня 1963 — 15 грудня 1964 року — 1-й секретар Запорізького сільського обласного комітету КПУ.
16 грудня 1964 — 28 березня 1969 року — голова виконавчого комітету Запорізької обласної ради депутатів трудящих.
З березня 1969 року — на пенсії. У 1969—1974 роках — керуючий тресту «Запоріжшляхбуд».

## Родина
Дружина Любов Михайлівна (1917 р.н.), син Михайло (1941 р.н.).

## Нагороди
- орден Леніна (26.02.1958)
- орден Трудового Червоного Прапора (5.06.1965)
- орден «Знак Пошани» (23.01.1948)
- медаль «За доблесну працю у Великій Вітчизняній війні 1941—1945 рр.»
- медаль «XX років Перемоги у Великій Вітчизняній війні»
- медалі